# لغمان (خوراک)
لَغمان (به تاجیکی: Лағмон) غذایی در آشپزی آسیای مرکزی و آشپزی اویغوری است که با گوشت، سبزیجات و رشته‌های کشیده درست می‌شود.

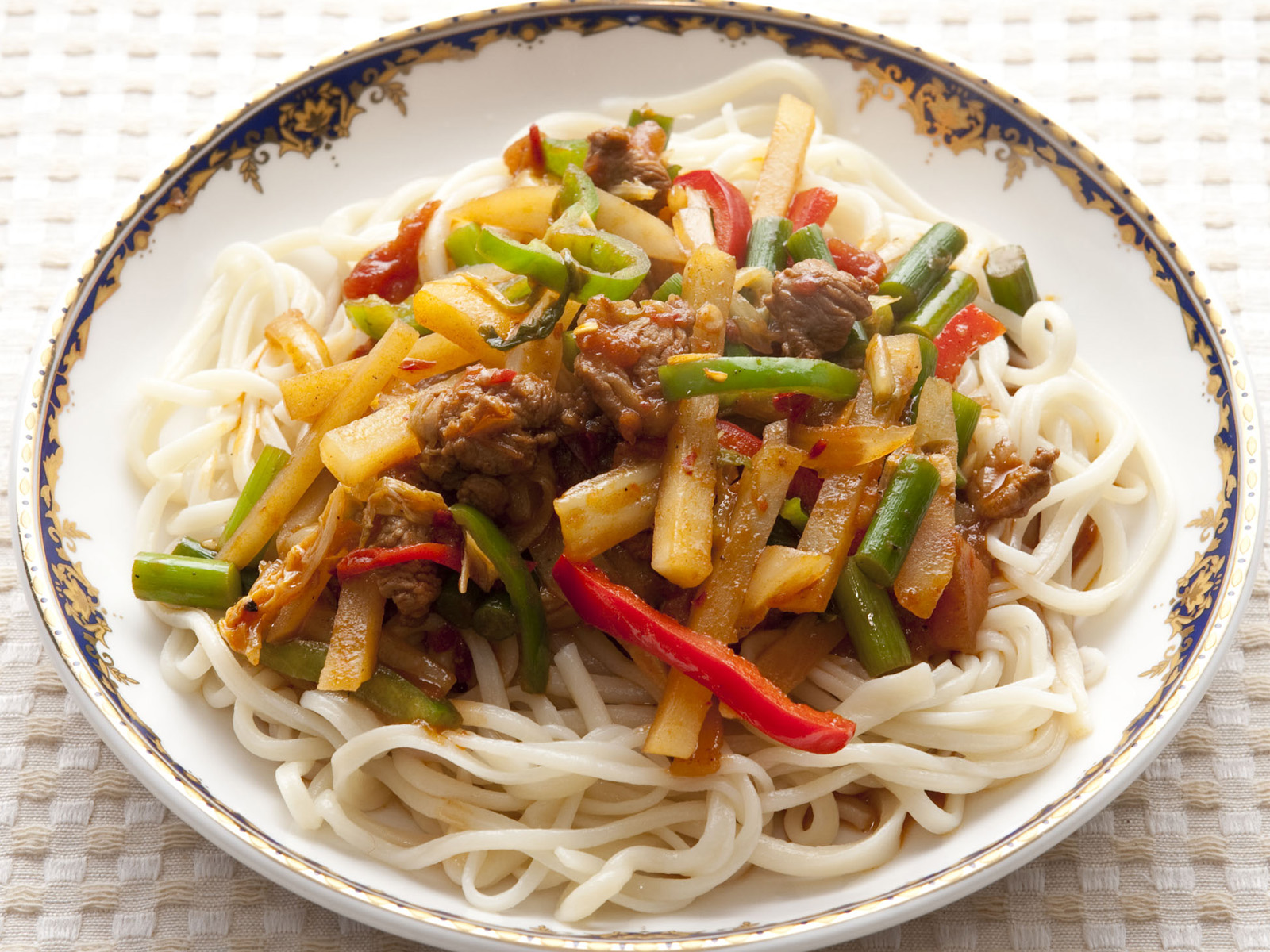
لغمان که در یک رستوران اویغوری در توکیو سرو می‌شود

لَغمان به خصوص در قزاقستان و قرقیزستان محبوب است، و در آن مناطق که به عنوان غذای ملی اقلیت‌های قومی محلی اویغور و دونگان (هوئی‌ها) شناخته می‌شود. همچنین در روسیه، ازبکستان، تاجیکستان، ترکمنستان و شمال خاوری افغانستان نیز رایج است و در آن مناطق که نخود به آن اضافه می‌شود و در بخش‌هایی از شمال پاکستان، محبوب است. آشپزی کریمه تاتار نیز لَغمان را از فرهنگ ازبک اقتباس کرده‌است.

## نام‌ها
لَغمان را به زبان اویغوری له‌غمه‌ن، به قزاقی: лағман، به ازبکی: lagʻmon، در فارسی تاجیکی: лағмон و به قرقیزی: лагман می‌نامند.
در زبان چینی، این خوراک به نام لا تیاوزی (چینی: 拉条子) یا بان‌میان (چینی: 拌面) شناخته می‌شود.
از آنجا که کلمات اصیل ترکی با حرف «ل» شروع نمی‌شوند، لَغمان یک وام‌واژه از واژه چینی لامیان است و به نظر می‌رسد اقتباسی از غذاهای رشته‌دار چین شمالی و جنوبی باشد، هرچند طعم و نحوهٔ تهیهٔ آن به‌طور مشخص اویغوری است.<

## روش تهیه
لگمان با گوشت (بیشتر گوشت بره یا گاو)، سبزی و رشته فرنگی بلند تهیه می‌شود. مخلفات آن معمولاً شامل فلفل بلغاری، بادمجان، تربچه، سیب زمینی، پیاز، سیر و ادویه‌جات هستند.
در تاجیکستان این غذا از خمیر بریده شده به صورت نوارهای نازک در آب پخته شده و از گوشت چرخ کرده، پیاز، هویج، سیب زمینی و نخود تهیه می‌شود.
در آشپزی تاجیکی، محتویات لغمان معمولا خمیر مخصوص خرد شده، گوشت، پیاز، هویج، سیب زمینی، گوجه فرنگی، سیر، آب، نمک و سایر ادویه است. گوشت و سبزیجات به مکعب بریده می‌شوند. ابتدا آب قابلمه را آماده کنید و رشته‌ها را مانند رشته اما کمی پهن‌تر برش دهید و در قابلمه بریزید. لغمان‌های آماده شده را در بشقاب‌ها بچینید و روی آن را با سبزی و چاکا تزئین کنید. گاهی آب بیشتری اضافه می‌کنند و در کاسه‌ها می‌ریزند.